# Dům U Doušů
Dům U Doušů je dům postavený v novobarokním stylu na Václavském náměstí, na adrese č. p. 780/18, 110 00 na Novém Městě, Praha 1.

## Historie

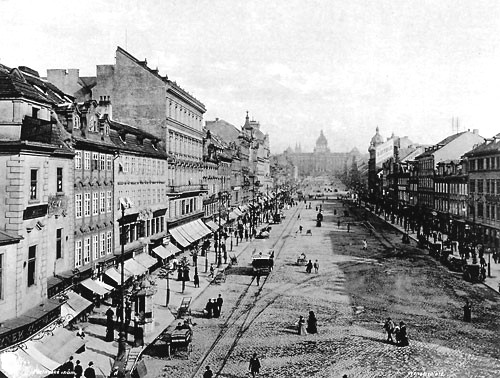
Václavské náměstí v posledních letech 19. století, na pravé straně patrný původní dům U Doušů

### Středověk
Na parcele byl po založení Nového Města pražského postaven dům, písemně doložený v letech 1377–1379 jako dům tandléře (vetešníka) Bartoně Blahuta. Od roku 1627 se dům nazýval U Jarých podle majitele Daniela Jarého, který při přestavbě domu dal vymalovat trámové záklopové stropy, přenesené koncem 19. století do sbírek Muzea hlavního města Prahy.

### Baroko
Počátkem 18. století byl objekt přestavěn na barokní dům s hostincem. V letech 1718–1720 se v jeho sále konaly taneční slavnosti českých stavů. Roku 1771 dům se zahradou (podle starého číslování 447) zakoupil Anton Johann Dauscha, který byl hostinský, měl právo na vaření a výčep piva. Po něm byl hostinec pojmenován U Doušů, U Dauschů nebo Beim Dauscha. 

### 19. století a národní obrození
Roku 1837 zakoupili dům Václav a Alžběta Svobodovi. Václav Svoboda vlastnil vinice na Žižkaperku, v Mezihoří a ve Vysočanech, vykonával funkci přísežného představeného cechu pražských vinařů  a dodával do restaurace vlastní víno. Pohostinství pokračovalo také konáním příležitostných společenských akcí v sále. Roku 1843 zde Josef Kajetán Tyl pořádal společenská setkání, tzv. merendy, ke kterým patřily kostýmní (maškarní) plesy, například roku 1848 sem zamířil kostýmovaný průvod postav ze Shakespearových her, zachycený na obraze Karla Purkyně. Téhož roku zde byl založen Akademický čtenářský spolek a v části zahrady byla postavena druhá veřejná Tělocvična v Čechách, před ní již roku 1842 otevřel nejstarší českou tělocvičnu Rudolf Stefani v Ledeburském paláci na Malé Straně. Roku 1851 hostinec zakoupil a jistou dobu vlastnil Michael Leopold rytíř Boleslavský z Rittersteinu (nar. 1799).. Roku 1860 sem bylo přemístěno německé kasino. Od roku 1889 prostory využívala i nástavba první pražské číšnické (výčepnické) školy a sídlil zde také obchod a sklad továrny na rukavice Ferdinanda Engelmüllera, otce pražského malíře  V sousedním domě čp. 781/II sídlila cukrárna s kavárnou Gustava Jägera, a v dalším cukrárna Karla Juliše.

### Novostavba
Novobarokní budova nájemního a obchodního domu Atlas zde byla postavena v letech 1898–1899. podle projektu Aloise Richtera z roku 1897, později vzniklo dvorní kancelářské křídlo a roku 1933 bylo otevřeno kino Bio Illusion, přejmenované později na kino Praha a zaniklé kolem roku 1990. V době svého dokončení budova patřila k nejvyšším domům na západní spodní straně Václavského náměstí. Již roku 1905 ji dostihl secesní Peterkův dům a po roce 1930 ji výškou značně překonaly hotel Juliš a Baťův obchodní dům.

## Popis
Pětipodlažní dům je vystavěn v novobarokním stylu. Svislou osu stavby vyznačuje několikaúrovňový arkýř, zakončený v předposledním patře otevřeným balkonem, fasáda a římsy jsou vyzdobeny štukovými ornamenty a maskarony. Součástí výzdoby je také napodobenina erbu s heraldickými prvky rodu von Ritterstein, pravděpodobně přenesená z původní fasády stavby (rod po meči vymřel roku 1876). Již v době svého vzniku byl dům vybaven elektrickým výtahem.